# Evrei sirieni
Evrei sirieni (în ebraică:יהודי סוריה - Yehudey Surya, în arabă:الْيَهُود السُّورِيُّون - al-Yahūd as-Sūriyyūn) sunt membrii și descendenții uneia din comunitățile evreiești cele mai însemnate din Orientul Apropiat, care a trăit în regiunea unde se află în zilele noastre statul modern al Siriei. Ei își trag originea din două grupuri: evreii Musta'arabi care au locuit în Siria (în ebraica veche: Aram) din vremurile antice, vorbeau aramaica și au adoptat după secolul al VII-lea limba arabă, și evreii sefarzi, urmași ai celor izgoniți în anii 1492-1498 din Peninsula Iberică de către regii catolici ai Spaniei și Portugaliei și care au ajuns ca refugiați în Siria cu asentimentul Imperiului Otoman. Aceștia din urmă au vorbit limba castiliană veche a evreilor spanioli, cunoscută astăzi ca iudeo-spaniola și cu timpul au adoptat și ei limba arabă locală.
Cele mai mari comunități de evrei din Siria au locuit în orașele Aleppo ([Haleb), în ebraica veche:Aram Tzova) (evreii halabi) și Damasc(evreii shami). În nordul Siriei au mai fost comunități mai mici de evrei în orașele Qamishli - la granița cu Turcia, lângă Nusaybin, de asemenea la Iskanderun (Alexandretta), Anteb (azi Gaziantep) și Urfa, care aparțin astăzi Republicii Turcia și nu mai sunt considerați în zilele noastre evrei sirieni. 
La mijlocul secolului al XX-lea o mare parte a evreilor sirieni au emigrat în Statele Unite, în America latină și în Israel. Cea mai mare concentrare de evrei sirieni se află în zilele noastre în Israel. În afara Israelului o colectivitate importantă se află la Brooklyn, New York și în statul New Jersey.
Numărul evreilor sirieni în lume este apreciat la peste 200.000. 
În anul 2011 trăiau în Siria circa 250 evrei, majoritatea la Damasc. După izbucnirea războiului civil din Siria în 2011, în decembrie 2014 mai locuiau în țară cel mult 50 evrei. În octombrie 2015, din cauza pericolului reprezentat de apropierea forțelor islamiste extremiste, între care Statul Islamic (ISIS), aproape toți evreii rămași la Aleppo au fost transferați printr-o operațiune secretă în Israel, și așezați în orașul Ashkelon. După informații din noiembrie 2015 mai locuiau în Siria 18 evrei. În septembrie 2016 au fost salvați ultimii evrei din Aleppo. La Damasc mai locuiesc câțiva evrei care în august 2019 au fost vizitați de corespondenți ai BBC.

## Istorie

### Perioada persană ahemenidă și elenistică
Evrei s-au așezat pe teritoriul Siriei începând din secolul al VI-lea î.e.n.. Din anul 539 î.e.n s-au aflat sub stapânirea persană a Imperiului Ahemenid. După Iosephus Flavius, împăratul persan Xerxes a poruncit conducătorului evreu Ezra să numească judecători evrei pentru a asigura funcționarea justiției religioase la evrei pe tot cuprinsul imperiului. În anul 333 î.e.n. Siria a fost cucerită de către Alexandru Macedon care a conferit evreilor noi privilegii, confirmând în acelaș timp și drepturile lor de dinainte.
După divizarea imperiului macedonean, Siria a devenit centrul principal al statului elenistic seleucid, care în majoritatea timpului a dus o politică binevoitoare față de populația evreiască, care în acel timp a crescut demografic și a cunoscut o prosperitate economică.Seleukos Intâiul Nikator le-a acordat drepturi egale cu elenofonii. Sub ultimii regi elenistici statutul evreilor s-a înrăutățit.

### Perioada romană
După anul 64 î.e.n. Siria s-a aflat sub dominația Romei, iar guvernatorul ei răspunzători și de Iudeea. După mărturiile contemporane numărul populației evreiești a crescut, între altele și ca urmare a prozelitismului. Au fost și guvernatori ai Damascului care s-au apropiat de iudaism.
Izbucnirea marii revolte a iudeilor în Palestina a dus la tulburări anti-iudaice în Siria. Evreii din Damasc, care erau în număr de peste 10.000 au devenit izolați de restul comunităților. Locuitorii Antiohiei au cerut împăratului Titus expulzarea concetățenilor evrei din oraș, și privarea lor de drepturi, dar împăratul nu a dat curs cererilor lor. După un secol și jumătate evreii din orașele mari ale Siriei au cunoscut din nou un timp de prosperitate, inclusiv evreii din Damasc, care s-au refăcut după pogromuri din cele mai violente. Evreii sirieni au întreținut legături cu cei rămași în Iudeea-Palestina și cu cei din Babilonia.

### Perioada bizantină și paranteza persană sasanidă
În secolul I d.Hr. Siria a devenit un centru insemnat al creștinismului, care se născuse în Iudeea vecină. În Siria și-a început activitatea misionară apostolul Pavel, el însuși născut ca iudeu.
În anul 325 creștinismul a devenit religia de stat a Imperiului Roman, inclusiv a Imperiului Roman de Răsărit, stat elenofon cunoscut ca Imperiul Bizantin. Aceasta a afectat negativ viața comunitătilor evreiești, inclusiv în Siria, ele fiind supuse la persecuții cu substrat religios.În 423, de exemplu, în timpul sărbatorii mozaice de Purim creștinii din Antiohia au organizat un masacru căruia i-au căzut victimă un număr mare de evrei locali. Pretextul pogromului a fost asasinarea unui băiat creștin, evreii locali fiind acuzați că l-au omorât în scopuri religioase, în cadrul unui așa zis ritual al credinței lor. Legenda mincinoasă a omorului ritual de copii creștini a fost de mai multe ori în istorie pretextul de procese măsluite și măceluri împotriva evreilor în lume.   
Sub domnia împăratului Focas prigoana contra evreilor s-a intensificat. El a încercat să-i creștineze pe evrei cu forța, dar s-a lovit de o  rezistență înverșunată. La Antiohia, care era centrul vietii evreiesti din Siria, a izbucnit o răscoală a evreilor, care a fost reprimată fără milă.
Aproape toți evreii din oraș au fost omorâți iar supraviețuitorii au fost izgoniți. În  610 Siria a intrat sub stăpânirea perșilor sasanizi a căror atitudine față de evrei a fost binevoitoare.Evreii din Siria i-au sprijinit pe cuceritori, iar la întoarcerea bizantinilor au plătit pentru aceasta din greu.  

### Perioada califatelor și sultanatelor mamelucilor
În 634-636 Siria a fost cucerită de arabii musulmani și situația evreilor s-a ameliorat considerabil. În 661 Damascul a devenit capitala Califatului Omeiazilor și locuitorii evrei s-au bucurat de o favoarea califilor. Din 750 trecerea țării sub dominația califilor Abbasizi din Bagdad, a dus la o deteriorare a situației evreilor sirieni. Califii abbasizi au introdus așa numitele legi ale lui Omar,i-au oprimat pe evrei și adesea, au încercat să-i convertească la islam. Statutul evreilor si  politica față de ei se schimba, după epocă și regiune.
În 969 Siria a ajuns sub controlul Califatului Fatimid cu centrul în Egipt. Politica lor față de evrei a fost schimbătoare. La început califii fatimizi le-au acordat anumite privilegii si protejat, dar mai târziu i-au prigonit, le-au distrus sinagogile și convertit cu forța la islam. Ulterior au revenit asupra decretelor din trecut și le-au restituit proprietăți și sinagogi.
În 1174 la conducerea Siriei a ajuns Salah ad-Din, general de origine kurdă. El și descendenții săi din Dinastia Ayubidă și-au avut capitala în Egipt. In timpul lor,care s-a caracterizat in general prin toleranță religioasă,  comunitățile evreiești au cunoscut din nou o prosperitate economică și culturală. Evrei luminați au fost numiți în funcții însemnate în administrație. Medici, învățați și poeți din rândurile lor au frecventat anturajul sultanilor.  Unul dintre ei a fost Maimonide care a fost un timp medicul personal al lui Salah ad Din și al familiei sale.
În 1260, mongolii au devastat Siria, dar evreii și creștinii au fost cruțați. În același an, țara a intrat sub stăpânirea mamelucilor, cu sediul în Egipt, care au început treptat să supună la restricții grele populația evreiască a țării. La sfârșitul secolului al XIII-lea și începutul secolului al XIV-lea, sultanii mameluci i-au îndepărtat pe evrei din funcțiile din administrație dar din cauza lipsei de personal calificat, și-au revizuit decizia. După 1295 evreii din Tyr, Antiohia și Tripoli de pe coasta mediterană au fost silit să se mute la Aleppo si Damasc, și în felul acesta au crescut comunitățile evreiesti din aceste orașe.  
Mai târziu, au fost restabilite o serie de vechi reglementări care accentuau statutul de clasa a doua al evreilor - evreicele trebuiau să poarte pantofi de anumite culori, iar bărbații evrei trebuiau să sufle într-un fluier când intrau în locuri publice. Fanaticii islamici nu au ezitat să răspândească împotriva evreilor calomnia omorului ritual și să impuna islamizarea forțată. Ei promiteau scutirea de pedepse evreilor convertiți la islam. În 1392, evreii au fost acuzați că au incendiat Marea Moschee a Omeiazilor din Damasc. Unul dintre ei a fost ars de viu, iar conducătorii comunității au fost schingiuiți.
La începutul secolului al XV-lea, evreii sirieni au supraviețuit invaziei lui Timur Lenk, care a devastat o serie de orașe siriene, a ars Damascul și a omorât și mulți evrei. Aproape toți meșteșugarii și alți meseriași evrei au fost duși la Samarkand. În felul acesta comunitatea evreiască și-a pierdut pe unii dintre cei mai buni și mai educați membri ai săi. Unele comunități nu s-au mai refăcut niciodată. În secolul al XVI-lea, viața evreiască a început să-și revină. Nu departe de Damasc, într-un loc numit Jawbar, au trăit aproximativ 500 de familii de evrei, avându-și propria lor sinagogă mare.

### Perioada otomană
În 1516 Siria a fost cucerită de turcii otomani. La început a fost organizată într-un singur elayet Sham, iar după 1549 în două elayete Aleppo și Damasc sau Sham. Populația evreiască era formată din evreii mistarabim, aflați aici de moși strămoși, inca dinainte de venirea arabilor, din evrei sefarzi veniți după 1492 când au fost alungați din Peninsula Iberică, de asemenea evrei kurzi.

#### Muhammad Ali
Intre 1832-1840 încă sub hegemonia otomană, Siria a fost condusă de viceregele Egiptului, Muhammad Ali.  
Desi multe posturi in administratie erau ocupate de creștini, în Damasc evreii se bucurau de o mare influență. Aceasta a trezit invidie in randurile crestinilor locali, si a crescut dușmănia lor față de evrei, motivată și de ideologia religioasă. 
Sub Muhammad Ali evreii au beneficiat de drepturi egale cu musulmanii, dar aceasta nu le conferea multă securitate.

### Siria sub mandat francez
În 1920 în urma înfrângerii Imperiului Otoman în Primul Război Mondial și a destrămării lui, Siria a devenit un teritoriu administrat de Franța sub mandatulLigii Națiunilor. Evreii sirieni, sub 20.000 ca număr, se concentrau în trei orașe: Aleppo, Damasc și Al Qamishli.    A avut loc și o emigrație spre Palestina, aflată sub mandat britanic. Între 1919-1948 9000 evrei sirieni au emigrat în Palestina. 
De la începutul anilor 1920 au activat și în Siria organizații sioniste - Betar, Maccabi, Hehalutz, Lev-ekhad, Hatzvi etc. Cu timpul activitatea lor a diminuat.

### Siria independentă
În 1943 Siria a dobândit independența.
În ajunul anului 1948 minoritatea evreiască număra 16.000 locuitori. În urma adoptării la 29.11.1947 de către ONU a planului de împărțire a Palestinei între un stat evreiesc și unul arab, plan respins de arabii palestinieni și de statele arabe și musulmane, s-a produs în Siria, ca și într-o mare parte din lumea arabă, un val uriaș de violențe contra evreilor. La Aleppo s-a dezlănțuit un pogrom, în care au fost arse toate sinagogile din oraș. În 1949 fanatici arabi au distrus cartierul evreiesc din Damasc. Sub influența acestor evenimente, circa 10.000 evrei au părăsit Siria.
În 1950 autoritățile Siriei au interzis evreilor să mai iasă din țară. Li s-a interzis sa si vanda casele, iar instituțiile lor financiare au fost expropriate. Mulți au fost aruncați în închisoare fără proces și supuși la cazne.  Libertatea lor de mișcare în orașele unde domiciliau le-a fost îngrădită și strict supravegheată. Pe deasupra au fost supuși, adesea, la acte de teroare din partea refugiaților arabi palestinieni, ajunși la Damasc în urma Războiului arabo-israelian din 1948-1949. În anii 1970 situația lor s-a ameliorat oarecum, un număr de legi barbare împotriva lor au fost abolite și li s-a permis să emigreze în orice țară, în afară de Israel. Au emigrat aproape în întregime. La începutul anului 2000 mai trăiau în Siria mai puțin decât o sută de evrei, majoritatea bătrâni.  
Înaintea izbucnirii în 2011 a Războiului Civil din Siria mai rămăseseră circa 50 evrei. În 2016 numărul oficial al evreilor în Siria era de 18. După date neoficiale, ar mai fi trăit la Damasc aproape 900 evrei.